# Aglaophenia epizoica
Aglaophenia epizoica är en nässeldjursart som beskrevs av John Fraser 1948. Aglaophenia epizoica ingår i släktet Aglaophenia och familjen Aglaopheniidae. Inga underarter finns listade i Catalogue of Life.